# Ivocoryphus
Ivocoryphus is een geslacht van hooiwagens uit de familie Assamiidae.
De wetenschappelijke naam Ivocoryphus is voor het eerst geldig gepubliceerd door Lawrence in 1965. 

## Soorten
Ivocoryphus is monotypisch en omvat slechts de volgende soort:
- Ivocoryphus jezequeli